# Пастораль (рисунок Сомова)
«Пастораль» — акварельный пейзаж Константина Сомова (1869—1939), написанный 24 августа 1896 года. Вероятно, произведение является едва ли не первой художественной фантазией художника на тему XVIII века, что вскоре станет его отличительной чертой.
Рисунок находится в коллекции Русского музея (Санкт-Петербург).

## История
Летом 1896 года, живя на даче в Мартышкине под Петербургом, Сомов, до этого обращавшийся в творчестве к сценам из русской жизни 2-й четверти XIX века, предпринял первые опыты по воплощению собственного видения XVIII столетия. 20 августа он получил в подарок от отца «Пастораль» Фрагонара (ныне считается рисунком неизвестного французского мастера 2-й половины XVIII века), а 24 августа, явно под влиянием подарка, написал собственную небольшую акварель с тем же названием.
Ни композиционно, ни по технике исполнения работы не схожи между собой. В рисунке Сомова проглядывает эстетика модерна. Старинной акварели присуще свободное, живописное движение кисти, Сомов же использовал приём, свойственный журнальной графике югендстиля, с которой он познакомился недавно, весной 1896 года: контуры рисунка предварительно набросаны карандашом, а уже затем внутри них выполнена локальная раскраска. Работа имеет следы импровизации: беглый характер подготовительного рисунка, особенно в изображении овец, свидетельствует о том, что он был сделан быстро, с одного раза и, вероятно, сразу же раскрашен акварелью.
Пейзаж оживляют пастушок и пастушка, маленькие и весьма условные фигурки которых размещены чуть выше центра листа. Они сидят на травянистом склоне холма, поросшего с другой стороны редкими деревьями. На втором плане, из-за холма, виднеется овальный изгиб вытянутого озера, окружённого горами, которые задают линию горизонта на заднем плане. Передний план левой части листа занимает небольшое стадо овец, полукругом огибающее холм. Склон холма задаёт диагональ, условно делящую лист на две части. Белые овцы в нижней части рисунка уравновешиваются тёмной листвой в противоположной верхней. Весь рисунок залит мягким золотистым цветом. Взгляды пастушка, играющего на свирели, и сидящей рядом пастушки устремлены к солнцу, клонящемуся к горизонту.
Сомов с юности увлекался романом Лонга «Дафнис и Хлоя», и на первый взгляд его меланхоличная «Пастораль» ассоциируется с буколическими описаниями природы в этом романе. О принадлежности сюжета к XVIII веку свидетельствует лишь силуэт пастушки в пышной юбке, шляпке и с высоким посохом.
По всей видимости, художник остался доволен работой, так как позднее она была растиражирована: в 1901 году «Пастораль» появилась на открытых письмах, выпущенных издательством Общины св. Евгении.